# Casa Museo Manuel F. Zárate
La Casa Museo Manuel F. Zárate es un museo folclórico ubicado en Guararé en la provincia de Los Santos en la República de Panamá. Este fue inaugurado el 24 de septiembre de 1969 en el solar donde nació el profesor y folclorista Manuel F. Zárate. Actualmente es administrado por el Ministerio de Cultura de Panamá. El museo se encarga de exponer la vida y obra del folclorista y las tradiciones folclóricas del país.
Sus colecciones están compuestas por documentos, fotografías, instrumentos musicales y trajes típicos del país que datan del siglo XIX y XX.

## Historia
El museo está construido en el mismo solar donde vivió Manuel F. Zárate, célebre folclorista panameño que vivió entre 1899 y 1968. El 11 de mayo de 1969, un grupo de habitantes de diversos poblados de las provincias de Los Santos, Herrera y Veraguas se congregaron en Guararé para edificar una casa para conservar y exhibir documentos y objetos vinculados a la labor de investigación y divulgación folklórica hecha por el folclorista. El museo fue declarado monumento nacional por la Junta Provisional de Gobierno mediante el Decreto de Gabinete N.º 294 del 4 de septiembre de 1969 y fue inaugurado el 24 de septiembre del mismo año. 

### Remodelaciones
En el 2018 comenzaron las adecuaciones en el museo bajo la Dirección Nacional del Patrimonio Histórico del Instituto Nacional de Cultura (INAC).
Las adecuaciones consistieron en mantenimiento de la estructura, nueva cerca perimetral, pintura general y nuevas lámparas exteriores. También se dio rehabilitación eléctrica y de puertas clausuradas y reemplazo de recubrimiento de piso, vigas, columnas y pedestales.
La segunda fase de mejoras al museo comprenden una nueva museografía, conservando los elementos originales del museo. El Ministerio de Cultura reabrió el Museo Manuel F. Zárate de Guararé el 7 de febrero de 2020, como parte de los avances en materia de recuperación de la Red Nacional de Museos de Panamá.

## Edificio

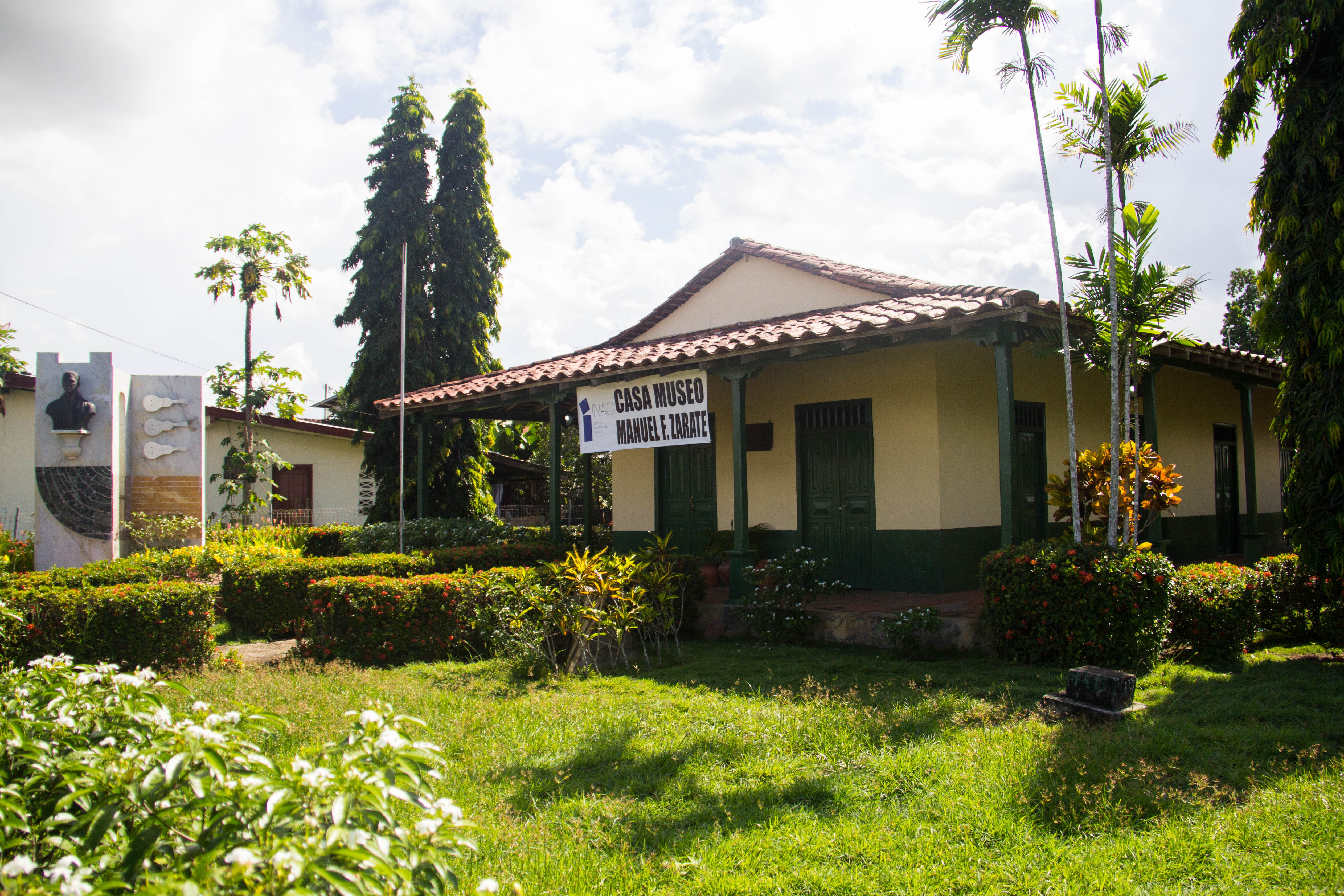
El edificio del museo y sus jardines.

El museo se encuentra en una pequeña casa de quincha con techo de madera y tejas y un piso de baldosas. El edificio cuenta con un pequeño jardín que tiene un busto de Manuel F. Zárate. Este fue realizado en bronce por el escultor Carlos Arboleda, inaugurado el 25 de septiembre de 1979.

## Salas de Exhibiciones

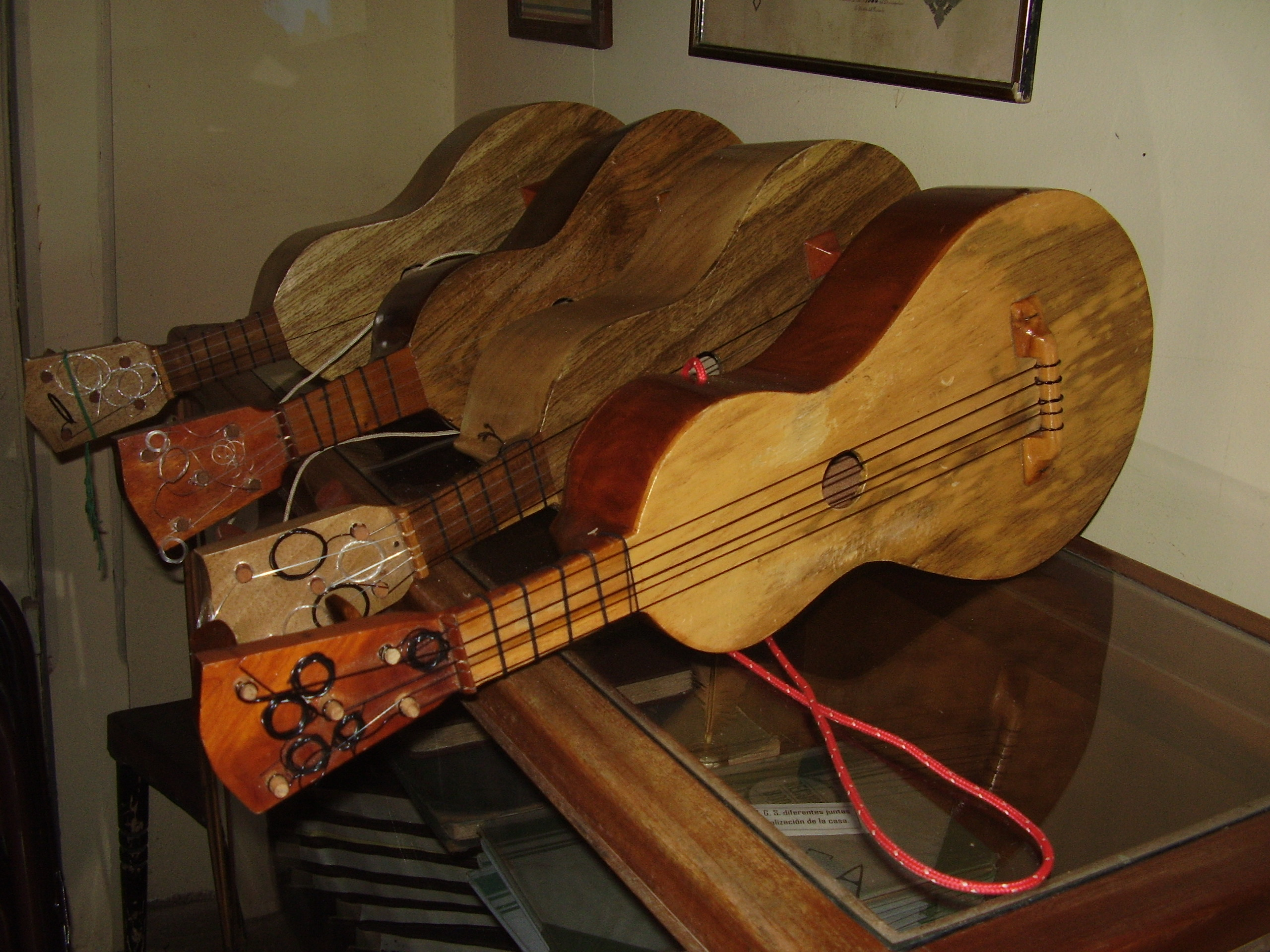
Mejoranas exhibidas en el museo.

El museo se encuentra dividido en dos salas.

### Primera Sala
En la primera sala, se exhiben diversas muestras de las artesanías panameñas, así como instrumentos musicales, esculturas y documentos y fotografías. 
Las fotografías muestras algunas de las primeras manifestaciones folclóricas de los campesinos panameños que fueron estudiados por el profesor Zárate. También se representan actividades comunitarias como la junta de embarre, la corta de arroz y otras formas de expresarse de los campesinos entre las que destacan el tamborito y la saloma. En la exhibición se encuentran pequeñas esculturas del artista Carlos Arboleda que representan el baile del tamborito, una diadema de plata con piedras semipreciosas que lucieron las reinas de los Festivales de la Mejorana, en entre 1955 a 1982, así como 20 tomos de recortes de periódicos que documentan los primeros años del Festival.
La colección también alberga trajes de fiesta y de uso diario por mujeres y hombres santeños. Entre estos se encuentran polleras de encajes y montuna, camisilla santeña y montuno ocueño, al igual que el atuendo de los diablicos que danzan durante la celebración del Corpus Cristi. Algunos de los trajes destacados lo comprende un paño de pollera morado confeccionado entre fines del siglo XIX y comienzos del siglo XX, una pollera de encajes marcada donada por la familia Álvarez de Las Tablas, que se considera una de las polleras más antiguas de Panamá. Así mismo, una camisilla blanca con alforzas, trencillas y talco en sombra, con botones de concha nácar, confeccionada por el ocueño Darío Carrizo. 
El museo tiene un conjunto de instrumentos musicales como un socavón ocueño donado por Aníbal Quintero Villarreal, una mejoranera procedente de La Mesa, y otra mejoranera que perteneció a León Gutiérrez, proveniente de Macaracas. Se destaca un acordeón que le perteneció al músico panameño Gelo Córdoba.

### Segunda Sala
La segunda sala está dedicada a la memoria del profesor Manuel F. Zárate. 
Esta sala exhibe algunas de las pertenencias de Manuel F. Zárate, incluyendo un retrato al óleo, obra del artista Juan Manuel Cedeño. También se encuentran los títulos y condecoraciones y algunos instrumentos que tenía. Se destacan algunas mejoranas que le pertenecieron, que actualmente se encuentran en el museo. También exhiben algunos de los trajes típicos e investigaciones como La Décima y la Copla en Panamá.